# Druckpresse

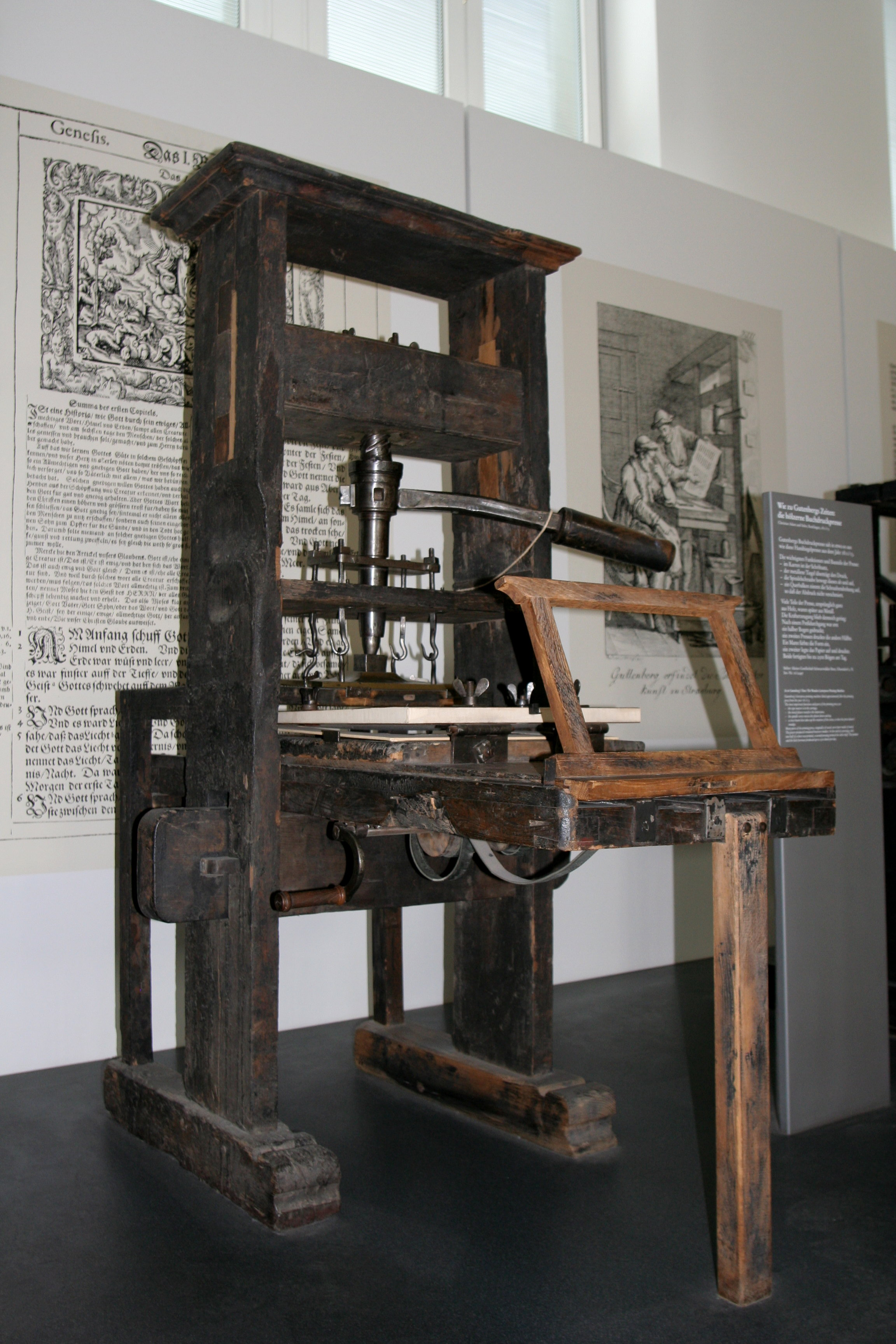
Eine Tiegeldruckpresse von 1811 im Deutschen Museum in München

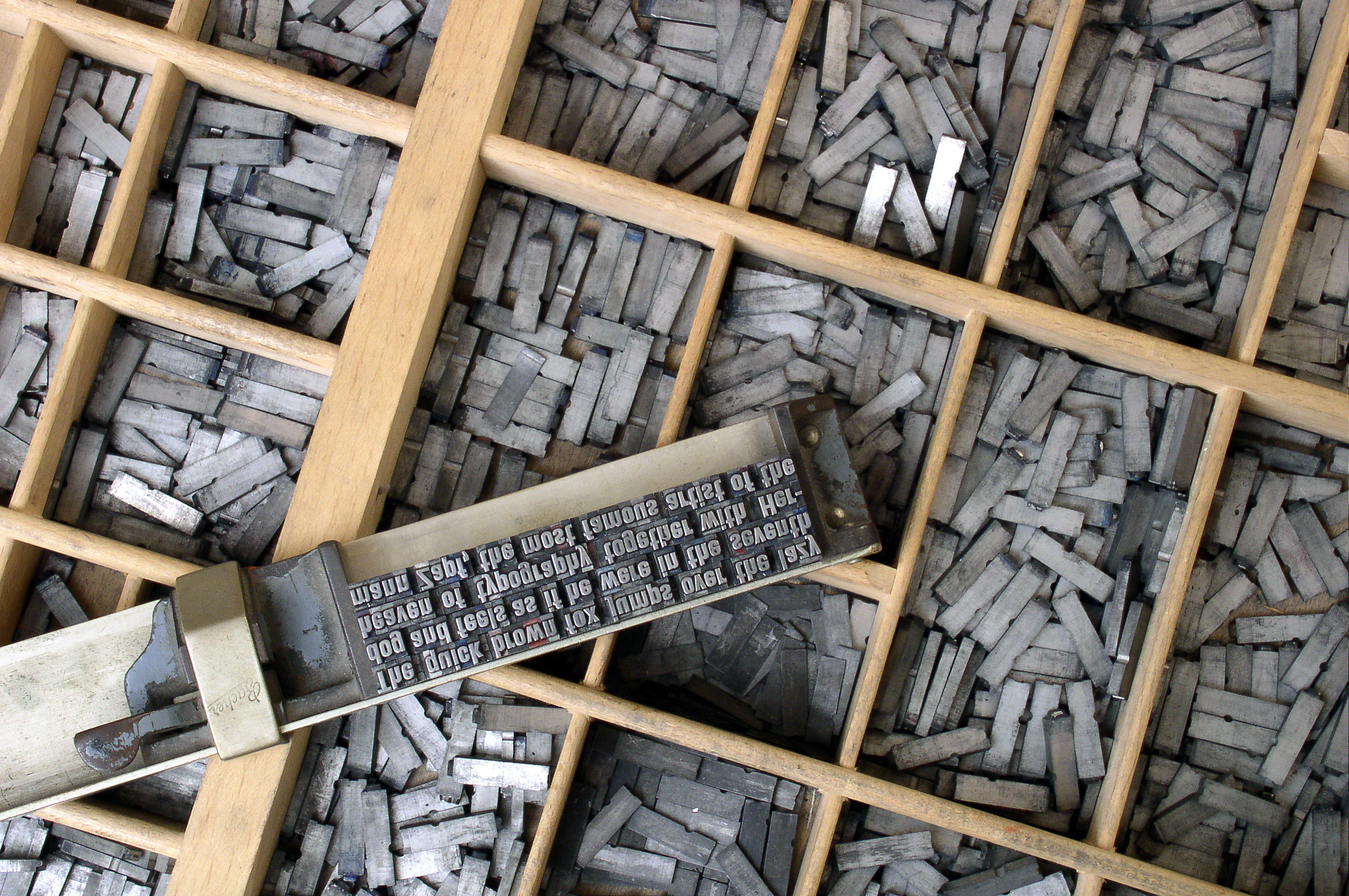
Der andere Bestandteil des Buchdrucks nach Gutenberg: Lettern aus Metall, hier in einem Winkelhaken und im Setzkasten

Eine Druckpresse, auch Druckerpresse genannt, ist eine mechanische Presse, mit der Texte und Bilder oder andere grafische Elemente von einer eingefärbten Druckform auf Papier oder einen anderen Bedruckstoff übertragen werden, wodurch ein Abdruck entsteht. Buchdruckpresse und Buchdruckerpresse sind genauere Bezeichnungen mit Bezug zum  Buchdruck.
Die Druckpresse und die beweglichen Lettern aus Metall sind die Bestandteile des Buchdrucks in der Form, wie er um 1440 von Johannes Gutenberg in Mainz entwickelt wurde. Gutenberg modifizierte existierende Techniken wie die Spindelpresse und führte sie mit eigenen Erfindungen – dem Handgießinstrument für den Guss der Lettern und einer verbesserten Druckfarbe – zu einem neuen Druckverfahren zusammen (siehe Gutenbergs Druckverfahren). Seit Gutenberg geht dem Drucken das Setzen voraus.
Zahlreiche Detailverbesserungen an Druckpressen wurden erfunden und eingesetzt. Im 19. Jahrhundert vollzog sich mit der Einführung von dampfgetriebenen und später elektrisch angetriebenen Druckmaschinen sowie der Erfindung der Zylinderpresse und der Rotationsmaschinen der Übergang zur industriellen Massenproduktion. Druckpressen und -maschinen verbreiteten sich auf der ganzen Welt und die westliche Buchdrucktechnik wurde zur Grundlage für den Massendruck unserer Zeit.

## Geschichte

### Spindelpressen

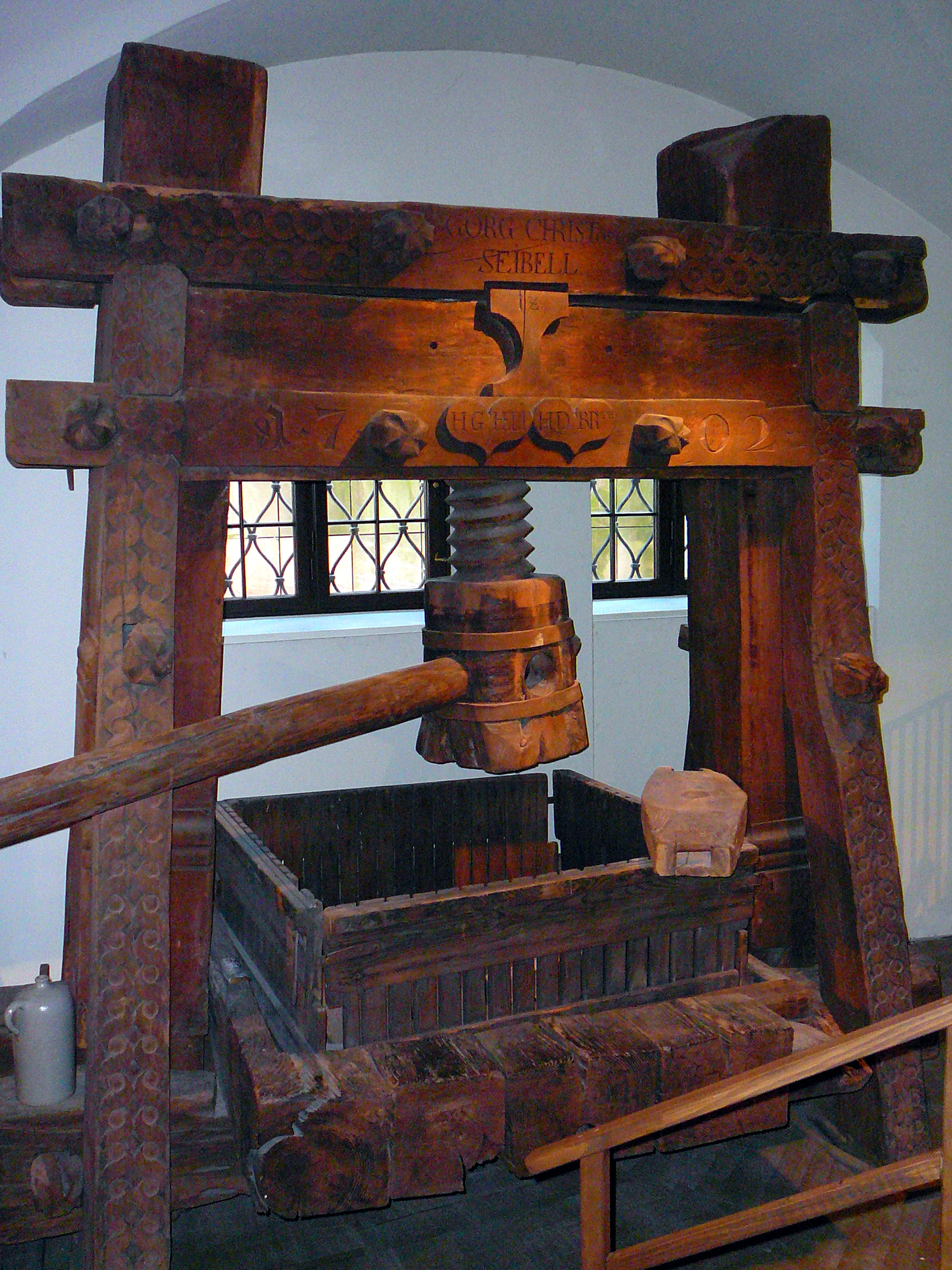
Weinkelter mit Spindelpresse aus dem Jahr 1702

Die Spindelpresse ermöglicht es, direkten Druck auf eine ebene Fläche auszuüben. Von den Römern im 1. Jahrhundert n. Chr. eingeführt, konnte sie schon zu Gutenbergs Zeiten auf eine lange Geschichte der Diversifikation zurückblicken: Als Kelter war sie in der mediterranen wie mittelalterlichen Landwirtschaft zur Saftwinnung aus Weinreben und Ölextraktion aus Olivenkernen und anderen Ölsamen gebräuchlich. Sehr früh wurden Spindelpressen auch im städtischen Textilgewerbe als Tuchpressen eingesetzt. Gutenberg könnte auch durch die Papierpressen inspiriert worden sein, die seit dem späten 14. Jahrhundert in den deutschen Landen Verbreitung fanden und nach demselben mechanischen Prinzip funktionierten.

### Gutenbergs Presse
Indem Gutenberg die Grundbauweise für seine Druckpresse übernahm, konnte er den Druckvorgang mechanisieren, eine entscheidende Voraussetzung für die Massenproduktion von Druckwerken. Allerdings stellte das Drucken andere Anforderungen an die Maschine als das Auspressen. Gutenberg passte die Konstruktion so an, dass der Tiegel auf das Papier einen Pressdruck ausübte, der gleichmäßig und federnd zugleich war (siehe auch Gegendruck). Um den gesamten Prozess zu beschleunigen, führte er einen flachen und beweglichen Untertisch ein, auf dem die Bogen schnell gewechselt werden konnten.

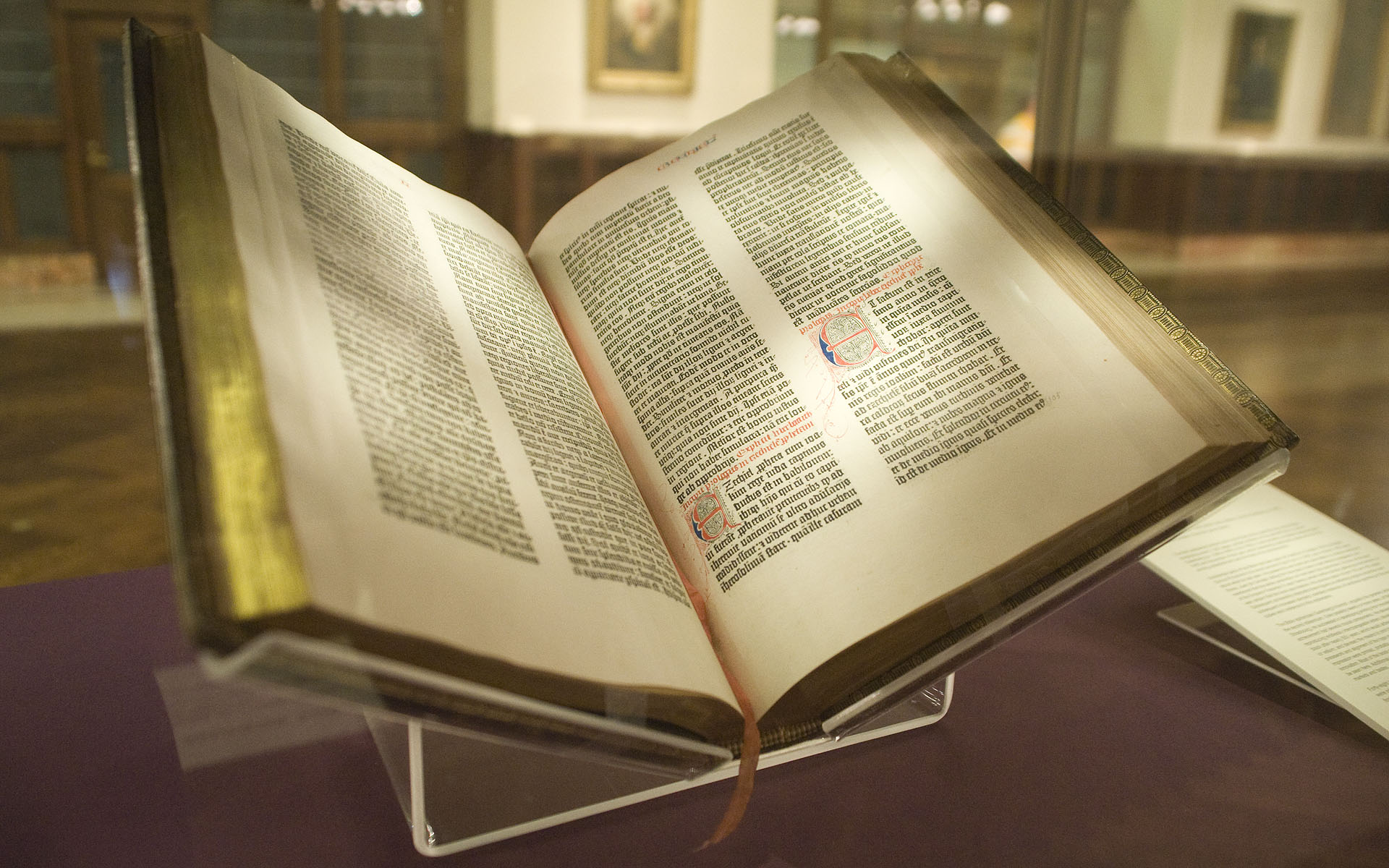
Eine Gutenberg-Bibel

Die rasche Ausbreitung des Buchdrucks mit beweglichen Lettern scheint eine Rolle beim endgültigen Durchbruch des Papiers als Schriftträger gespielt zu haben. Zu Gutenbergs Zeit galt Pergament noch als der beste Beschreibstoff. Gutenberg druckte von seiner 42-zeiligen Gutenberg-Bibel etwa 150 Exemplare auf Papier und etwa 30 auf Pergament.

### Eiserne Druckpressen
Der britische Politiker und Erfinder Charles Stanhope baute um 1800 eine erste eiserne Druckpresse, die Stanhope-Presse.
1813 wurde von George Clymer eine ähnliche Presse, die Columbia-Handpresse, erfunden, die sich durch einen Hebelmechanismus leichter bedienen ließ.

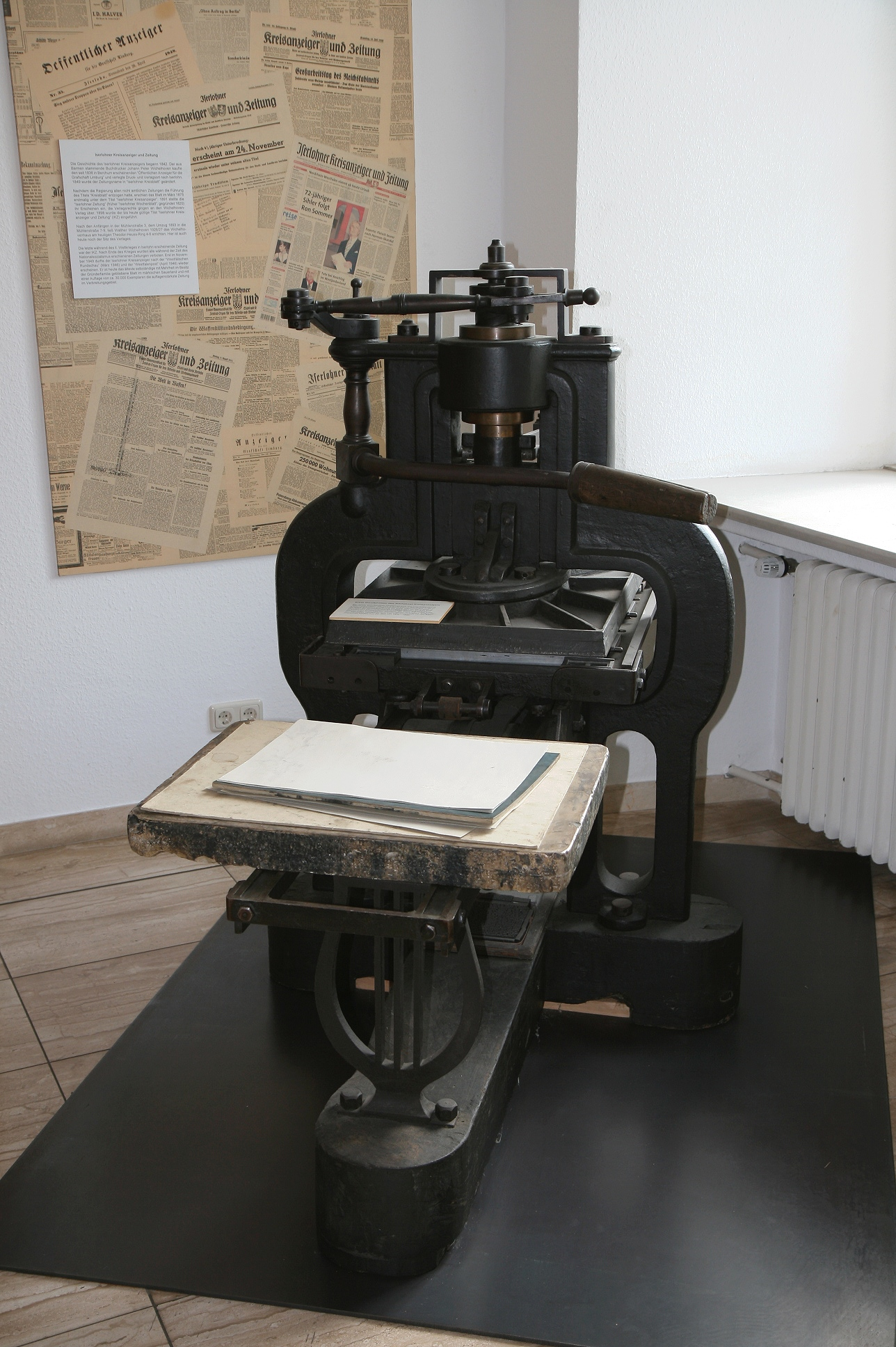
Stanhope-Presse von 1842
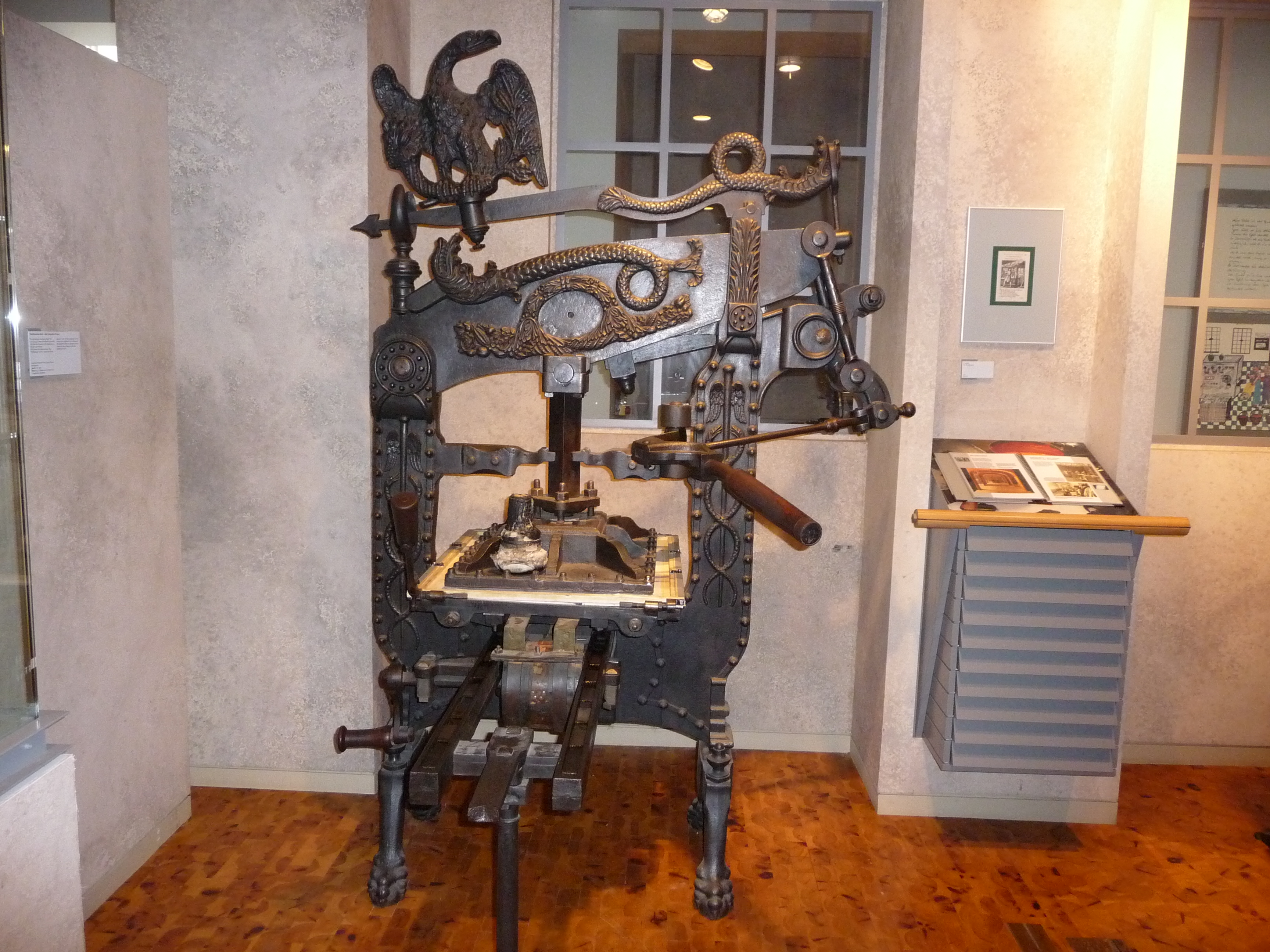
Columbia-Presse von 1820

### Druckkapazitäten
Eine einzelne Druckpresse um das Jahr 1600 konnte an einem Arbeitstag 3600 Seiten drucken, verglichen mit 40 im Handdruckverfahren (Reiberdruck). Beim Abschreiben von Hand durch Kopisten entstanden nur einige Seiten pro Tag.
Die Tabelle führt die maximale Druckleistung verschiedener Druckpressen in der Stunde auf.
|                   | Handbetriebene Pressen   | Handbetriebene Pressen  | Dampfgetriebene Maschinen | Dampfgetriebene Maschinen | Dampfgetriebene Maschinen | Dampfgetriebene Maschinen |
|                   | Gutenberg-Presse um 1600 | Stanhope-Presse um 1800 | Koenig & Bauer 1812       | Koenig & Bauer 1813       | Koenig & Bauer 1814       | Koenig & Bauer 1818       |
| ----------------- | ------------------------ | ----------------------- | ------------------------- | ------------------------- | ------------------------- | ------------------------- |
| Seiten pro Stunde | 240                      | 480                     | 800                       | 1100                      | 2000                      | 2400                      |

## Buchdruck-Revolution
Die Buchdruck-Revolution geht über die schnelle Ausbreitung des Buchdrucks hinaus. Sie umfasst die stetig zunehmende Massenproduktion von Büchern, die zur schnellen Verbreitung von Informationen und Ideen führte. Die weite Verfügbarkeit des gedruckten Wortes zu erschwinglichen Preisen förderte die Bildung der Massen und legte den Grundstein für die Entstehung der modernen Wissensgesellschaft.

### Ausbreitung des Buchdrucks

Ausbreitung des Buchdrucks von Mainz aus: An rund 270 Orten wurden im 15. Jahrhundert Druckereien eröffnet.

Die Erfindung des mechanischen Buchdrucks mit beweglichen Lettern führte zu einer wahren Explosion europäischer Buchdruckaktivitäten innerhalb nur weniger Jahrzehnte. Ausgehend von einer einzigen Druckerei in Mainz weitete sich die Druckkunst bis zum Ende des 15. Jahrhunderts auf nicht weniger als 271 Städte in ganz Mittel- und Westeuropa aus. Bereits um 1480 hatten Drucker an 110 Orten in Deutschland, Italien, Frankreich, Spanien, den Niederlanden, Belgien, der Schweiz, England, Böhmen und Polen den Betrieb aufgenommen.
In Italien, einem frühen Zentrum der „schwarzen Kunst“, wurden bis 1500 Druckereien in 77 Städten eröffnet. Bis zum Ende des folgenden Jahrhunderts waren an 151 verschiedenen Orten des Landes insgesamt beinahe dreitausend Drucker aktiv gewesen. Trotz der weiten Streuung begannen sich bald Produktionszentren herauszubilden; so wirkten ein Drittel der italienischen Drucker von Venedig aus.

### Massenproduktion von Büchern

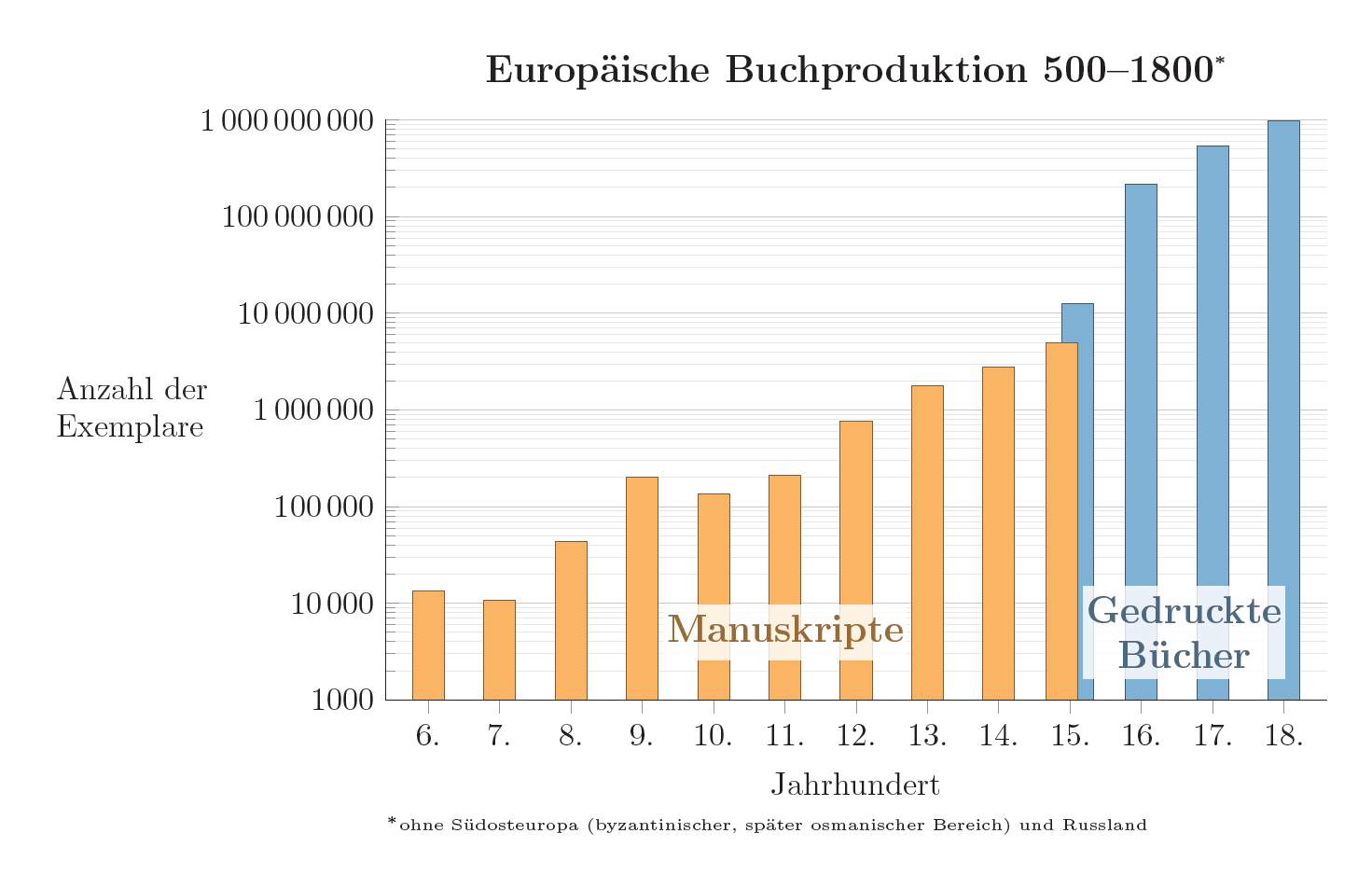
Der europäische Buchausstoß kletterte bis 1800 auf rund eine Milliarde Exemplare – ungefähr das Zweihundertfache der Handschriftenproduktion vor dem Buchdruck.

Die Erfindung der Buchdruckpresse führte zur ersten Massenproduktion von Büchern in der Geschichte. Um 1500 hatten die über ganz Westeuropa verteilten Druckpressen bereits über 20 Millionen Druckwerke hergestellt. Mit der weiteren Verbreitung der neuen Drucktechnik stieg die Gesamtproduktion im Lauf des 16. Jahrhunderts um das Zehnfache auf geschätzte 150 bis 200 Millionen Exemplare an.
Allein im kurzen Zeitraum von 1518 bis 1524 kletterte die Buchproduktion in Deutschland um das Siebenfache in die Höhe. Werke von  Autoritäten wie Luther oder Erasmus wurden schon zu ihren Lebzeiten hunderttausendfach verkauft. Zwischen 1518 und 1520 zirkulierten im Land 300.000 Druckexemplare von Luthers Traktaten. Vom Werk des Erasmus (1469–1536) wurden zu seinen Lebzeiten mindestens 750.000 Stück verkauft.
Der Druck blieb nicht auf Bücher beschränkt, jegliche Information konnte auf bedrucktem Papier verbreitet werden. Der Buchdruck bereitete der Herausgabe der ersten Zeitungen das Feld (siehe auch Liste der ältesten Zeitungen), die der Öffentlichkeit neue Informationsquellen erschlossen. Die Druckpresse wurde namensgebend für den Medienzweig der Presse.
Bleibendes Erbe der Zeit sind die Inkunabeln, erhaltene Druckwerke aus dem 15. Jahrhundert, die zum gehüteten Kernbestand vieler angesehener Bibliotheken in Europa und Nordamerika gehören.

### Wissensgesellschaft

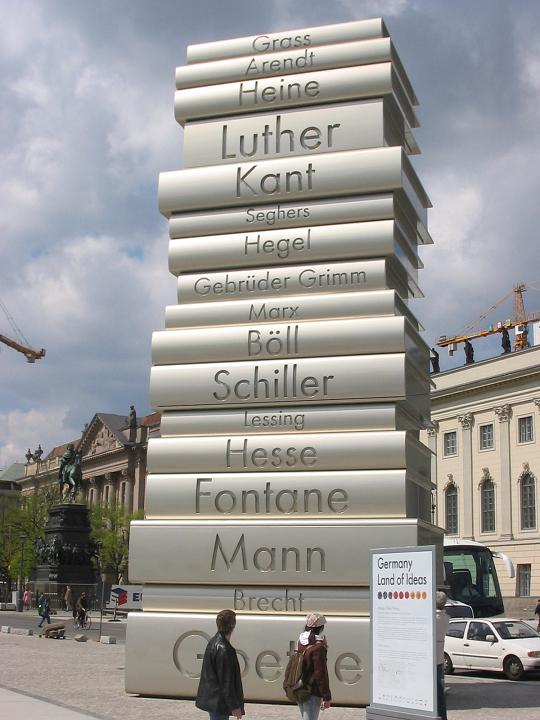
Die Skulptur Der moderne Buchdruck zur Erinnerung an dessen Erfinder Gutenberg anlässlich der Fußball-WM 2006 in Deutschland

Im Europa der Renaissance läutete der Buchdruck mit beweglichen Lettern das Zeitalter der Massenkommunikation ein, das mit einem tiefgreifenden gesellschaftlichen Wandlungsprozess einherging. Bereits 1620 schrieb der englische Staatsmann und Philosoph Francis Bacon, dass der Buchdruck überall auf der Welt den Dingen ein neues Gesicht verliehen habe. Der relativ ungehinderte Zugang zu Informationen und (revolutionären) Ideen überwand Staatsgrenzen, erfasste die Massen in der Reformation und bedrohte die althergebrachte Machtstellung der politischen und religiösen Eliten. Der steile Anstieg der Alphabetisierungsrate brach das Monopol der lesekundigen Oberschicht auf geistige Bildung und Erziehung und stärkte das Mitspracherecht der aufstrebenden Mittelschicht.
Die herausragende Bedeutung der Erfindung des Buchdrucks wird international anerkannt. Der Buchdruck revolutionierte den Kommunikations- und Informationsbereich und leitete durch die Multiplikation von Wissen und Ideen maßgeblich die Epoche der Frühmoderne ein. Marshall McLuhan prägte für diese tiefgreifenden Umbrüche den Ausdruck „Gutenberg-Galaxis“.